# Attentat auf Rafiq al-Hariri

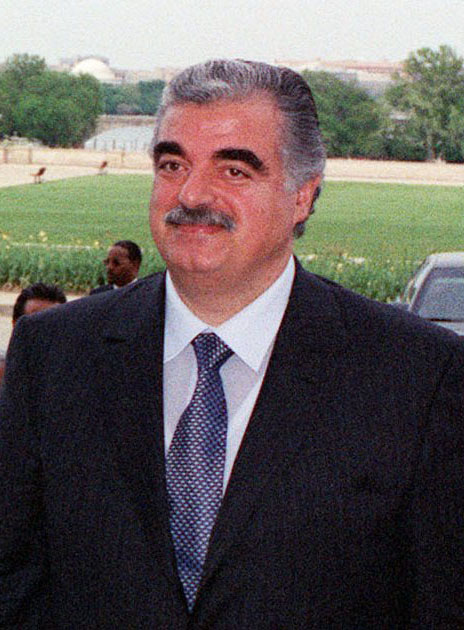
Rafiq al-Hariri im Jahr 2001

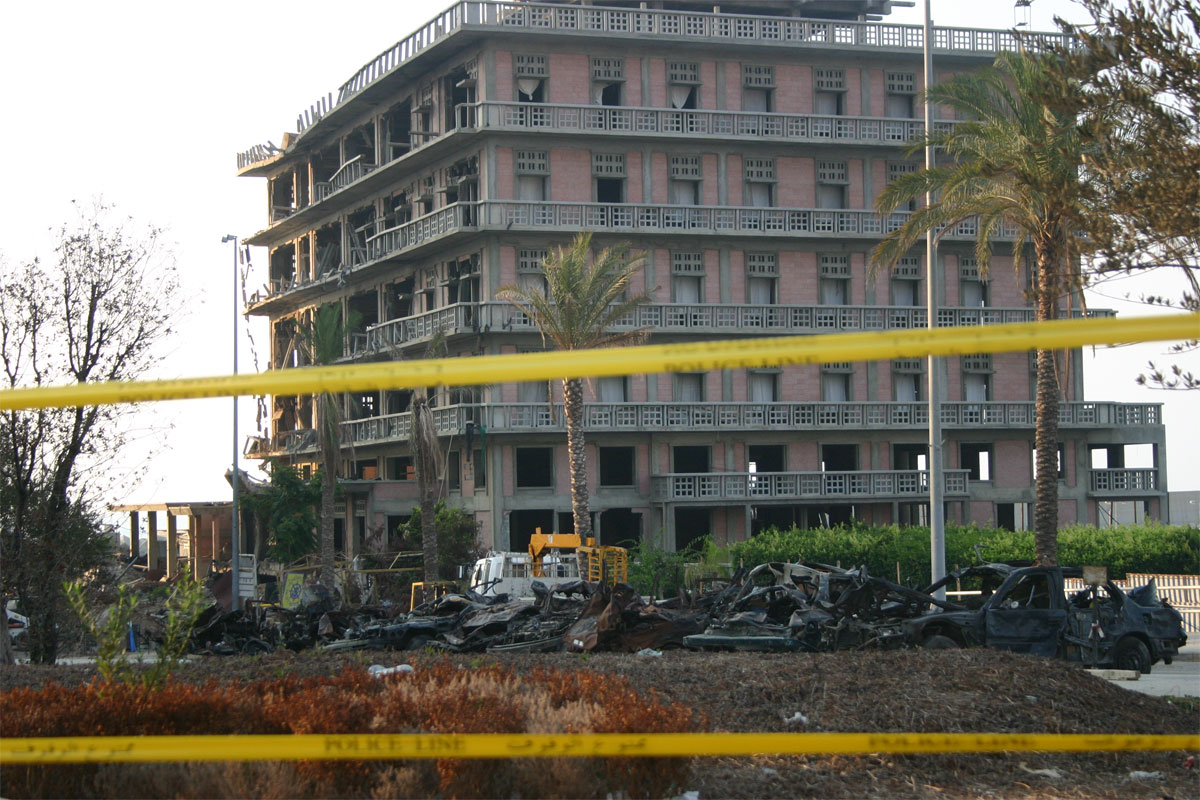
Blick auf den Ort des Anschlags von Osten am Hotel St. Georges

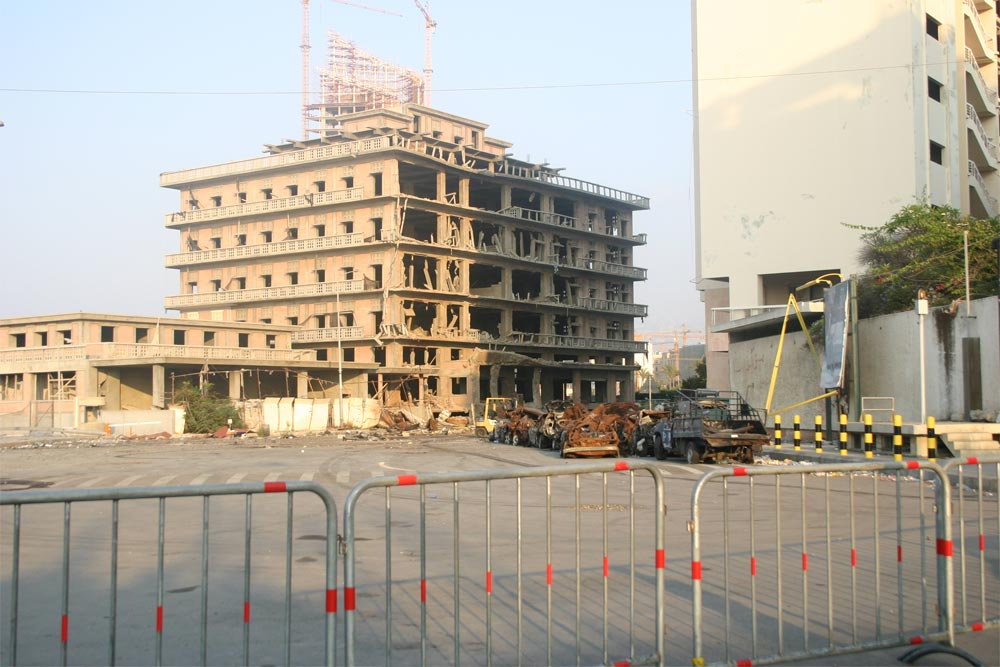
Blick von Westen auf den Ort des Anschlags

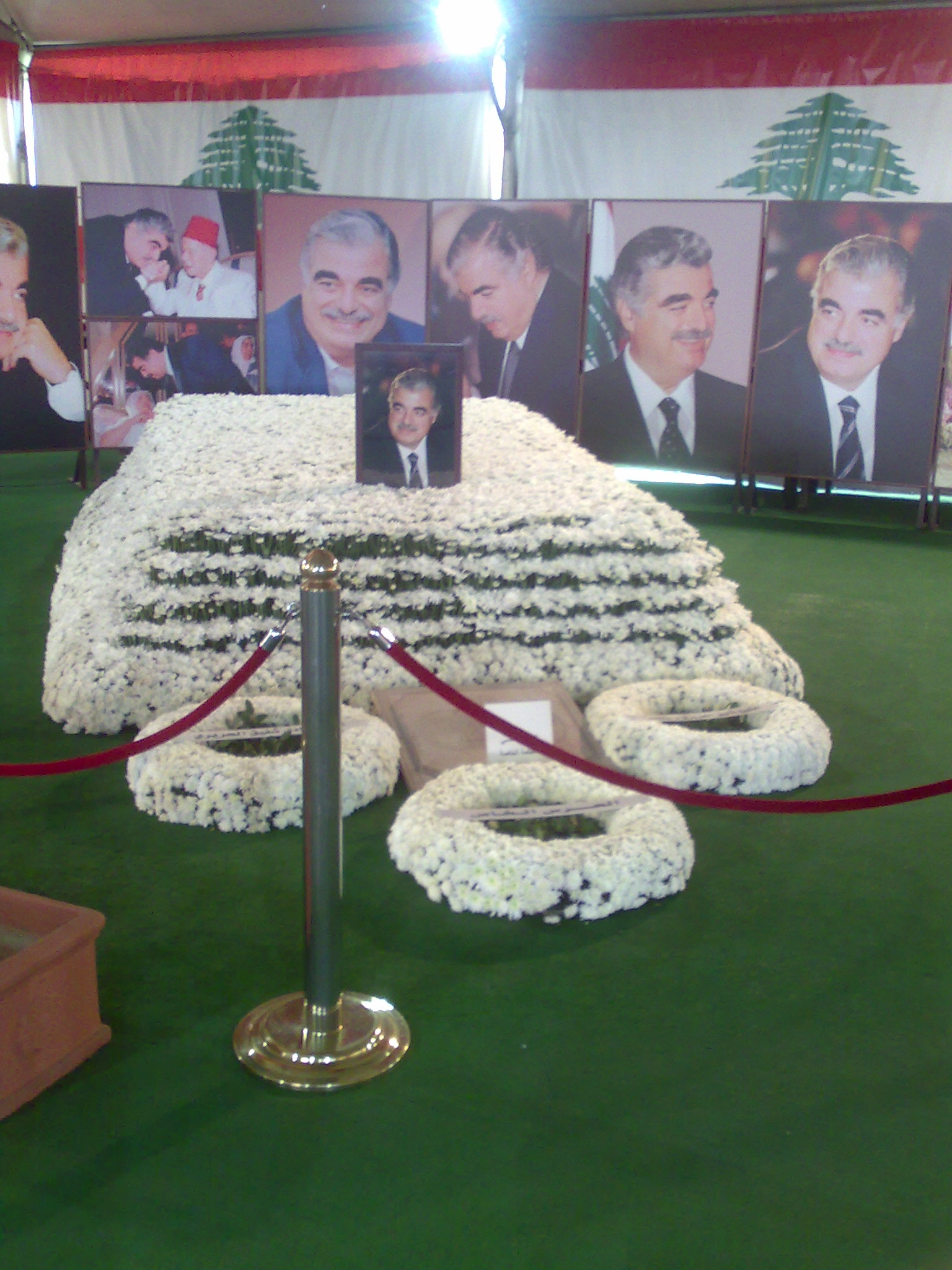
Hariris Erinnerungsschrein

An der Stelle des Attentats vor der HSBC-Bank befindet sich heute ein Denkmal mit einem Turm und der Statue von Rafiq al-Hariri

Bei dem Attentat auf Rafiq al-Hariri handelt es sich um einen Sprengstoffanschlag auf den libanesischen Ex-Ministerpräsidenten und Unternehmer Rafiq al-Hariri am 14. Februar 2005 in Beirut. Dabei kamen neben Hariri noch 22 weitere Menschen ums Leben. Es gab mehr als 100 Verletzte.
Obwohl Syrien jede Beteiligung am Anschlag bestreitet, deuten die Berichte der von den Vereinten Nationen eingesetzten Untersuchungskommission darauf hin, dass Mitglieder syrischer und libanesischer Geheimdienste, möglicherweise sogar höchste Regierungskreise, in den Anschlag verwickelt waren oder zumindest im Vorfeld davon wussten. Die Untersuchung dauert aber noch an.
Der Anschlag sorgte in den anschließenden Jahren für Konflikte in der libanesischen Regierung. 2011 wurden vier Haftbefehle gegen Mitglieder der Hisbollah ausgestellt.

## Das Attentat
Die Detonation ereignete sich im Innenstadtbezirk Minet el-Hosn, als der Autokonvoi Hariris vom Parlament im Stadtteil Nejmeh kommend auf der Corniche an der Nordküste Beiruts entlang fuhr. Die Bombe mit einer Sprengkraft von etwa 1000 Kilogramm TNT-Äquivalent verwüstete auch das Hotel St. Georges und eine Filiale der britischen HSBC-Bank, neben der die Bombe platziert wurde. Auch das gegenüber liegende Phoenicia InterContinental Hotel wurde beschädigt. Insgesamt starben bei dem Anschlag 23 Menschen. Mehr als 100 Menschen wurden verletzt.
In einem Video, das später vom arabischen Fernsehsender Al Jazeera ausgestrahlt wurde, erklärte ein bärtiger Mann, eine Gruppe namens an-Nusra wa l-Dschihad fi Bilad asch-Scham (zu deutsch: Unterstützung und Dschihad im Land von Groß-Syrien) habe Hariri getötet, da dieser ein „Agent des saudi-arabischen Regimes“ gewesen sei. Mit dem Anschlag wolle die Gruppe Rache üben für die in Saudi-Arabien von der Polizei getöteten „Gotteskrieger“.
An der Echtheit der Aufnahme wie auch an der Begründung bestanden aber von Anfang an erhebliche Zweifel. Der Sprecher auf dem Video konnte von libanesischen Sicherheitskräften später als der in Beirut wohnhafte palästinensische Flüchtling Ahmad Taisir Abu Adas identifiziert werden. Nachdem eine anonyme Leiche am Attentatsort gefunden worden war, hieß es zunächst, es handele sich dabei um den bei der Explosion ums Leben gekommenen Abu Adas. Ebenso wurde aber auch behauptet, er habe mit verschiedenen Terrororganisationen oder Geheimdiensten in Verbindung gestanden und sei mit deren Hilfe untergetaucht.
Angesichts des politischen Klimas und nachdem der Tatort schon kurz nach dem Anschlag offenbar absichtlich ohne nähere Beweisaufnahme geräumt worden war, erwartete man von libanesischer Seite keinen ernstzunehmenden Beitrag mehr. Daher kündigte Kofi Annan, der Generalsekretär der Vereinten Nationen schon am 18. Februar 2005 die Entsendung einer UN-Kommission zur Sammlung der Fakten an.

## UN-Untersuchung
Unter der Leitung des irischen Polizeibeamten Peter FitzGerald begann diese Kommission am 25. Februar 2005 mit der Arbeit und legte bereits am 24. März 2005 ihren Abschlussbericht vor. Die Verantwortung für das Klima, in dem der Anschlag stattgefunden hatte, wurde der syrischen Regierung und den libanesischen Sicherheitsdiensten zugewiesen. Zur Ermittlung der Täter sei aber eine größere internationale Untersuchung erforderlich.
Daraufhin setzte der UN-Sicherheitsrat am 7. April 2005 mit der Resolution 1595 (2005) des UN-Sicherheitsrates die International Independent Investigation Commission (UNIIIC) als unabhängige internationale Kommission mit Sitz im Libanon ein. Von Kofi Annan persönlich beauftragt, übernahm deren Leitung am 20. Mai 2005 der Berliner Oberstaatsanwalt Detlev Mehlis, der bereits die Untersuchung zum Anschlag auf die Berliner Diskothek La Belle geführt hatte. Die Kommission mit über 100 Mitarbeitern aus 30 Nationen bezog das schwerbewachte Hotel Monteverde in einem Vorort Beiruts und nahm Mitte Juni die Arbeit auf. Am 20. Oktober 2005 legte Mehlis dann einen ersten und am 10. Dezember 2005 noch einen zweiten Bericht vor. Danach schien festzustehen, dass dem Attentat eine breite Verschwörung syrischer und pro-syrisch eingestellter libanesischer Kräfte zugrunde lag. „Ohne Zustimmung ranghoher syrischer Sicherheitskräfte und ohne die Mitwisserschaft ihrer Partner in den libanesischen Diensten“ sei die Anschlagsplanung nicht möglich gewesen, so der Mehlis-Bericht. Die Berichte stützten sich aber in wesentlichen Teilen auf Aussagen eines mehrfach verurteilten Betrügers, der, wie aus namentlich nicht genannten Uno-Kreisen verlautete, nachweisbar gelogen hatte und darüber hinaus verdächtigt wird, für seine Aussage Geld erhalten zu haben.
Drei libanesische Geheimdienstgeneräle und der Chef der Präsidialgarde wurden auf Empfehlung der Untersuchungskommission verhaftet. Der Kreis der Verdächtigen reichte bis in höchste politische Kreise des Libanon und Syriens. Der christliche Staatspräsident des Libanon, Émile Lahoud, wurde verdächtigt, über die Anschlagspläne zumindest informiert gewesen zu sein. Der syrische Staatspräsident Baschar al-Assad soll Hariri im August 2004 gedroht haben, den Libanon „über Hariris Kopf in Stücke zu brechen“, wenn er sich einer verlängerten Amtszeit von Staatspräsident Lahoud widersetze.
Von syrischer Seite werden die Anschuldigungen als politisch motiviert zurückgewiesen. Der Mehlis-Report sei eine politische Erklärung, die sich auf Anschuldigungen von Zeugen stütze, die für ihre Feindschaft gegenüber Syrien bekannt seien, so der syrische Informationsminister Mehdi Dachlallah.
Nach einer Diskussion des Mehlis-Berichts im Sicherheitsrat am 13. Dezember 2005 wurde jedoch der Wunsch auf Ausweitung der Kommissionsarbeit und Errichtung eines internationalen Tribunals gegen die Verantwortlichen nur in Teilen erfüllt. Neben einer Verlängerung der Kommission um sechs Monate und der erneuten Aufforderungen an Syrien zur Kooperation, autorisierte die am 15. Dezember einstimmig verabschiedete Resolution 1644 (2005) (auf Betreiben Russlands, Chinas und Algeriens) die Kommission lediglich, den libanesischen Behörden bei den Ermittlungen technische Hilfe zu leisten. Der Wunsch nach einem internationalen Prozess wurde nur zur Kenntnis genommen.
Zum Ende Dezember 2005 legte Detlev Mehlis sein Amt als Leiter der Untersuchung nieder. Zu dessen Nachfolger als UN-Sonderermittler wurde am 11. Januar 2006 der Belgier Serge Brammertz ernannt, der im Bericht an den UNO-Sicherheitsrat Schlampereien an der Arbeit seines Vorgängers andeutete.
Das Mandat der Kommission wurde am 27. März 2007 durch die Resolution 1748 (2007) bis zum 15. Juni 2008 verlängert.

## Tribunal
Ein internationales Tribunal sollte errichtet werden, um die der Verwicklung in das Attentat Angeklagten vor Gericht zu stellen. Nach dem seinerzeitigen Entwurf war die Errichtung von zwei Strafkammern geplant. Die erste Kammer sollte aus drei Richtern bestehen, davon einer aus dem Libanon, die zweite Kammer, die als Berufungskammer konzipiert war, sollte aus fünf Richtern bestehen, wobei zwei davon libanesisch sein sollten.
Der Anwalt Akram Azouri, der den früheren General Dschamil Sayyid vertrat, forderte die Veröffentlichung des Entwurfs im Internet. Der zuständige Untersuchungsrichter Elias Eid lehnte den Antrag des Verteidigers der beiden Angeklagten Raymond Azar und Mustafa Hamdan ab, die beiden früheren Generäle aus der Untersuchungshaft zu entlassen. Sie waren im September 2005 zusammen mit dem ehemaligen General Ali Hajj wegen angeblicher Verwicklung in das Attentat auf Hariri verhaftet worden.
In einem Bericht an den UN-Sicherheitsrat stellte der Chefermittler der Vereinten Nationen Brammertz fest, dass forensische Untersuchungen ergeben hatten, dass der mutmaßliche Fahrer des weißen Lieferwagens höchstwahrscheinlich nicht aus dem Libanon stammte. Nach den Worten Brammertz’ zeigten die Ermittlungen eine mögliche Verbindung aller fünfzehn Bombenanschläge.
Das libanesische Kabinett genehmigte am 13. November 2006 den Entwurf der Statuten für das internationale Tribunal. Allerdings hatten zuvor alle schiitischen Minister sowie ein weiterer Minister, der als loyal zu dem pro-syrischen Präsidenten gilt, ihren Rücktritt eingereicht und an der Kabinettssitzung nicht teilgenommen. Der Rücktritt des griechisch-orthodoxen Umweltministers Yaqub Sarraf zeigte, dass es nicht ausschließlich um eine stärkere Vertretung der Schiiten im Kabinett ging, sondern auch um einen Protest pro-syrischer Kräfte. Der christliche Hauptverbündete der Hisbollah und Führer der Freien Patriotischen Bewegung urteilte, „weil die Schiiten im Kabinett nicht mehr präsent sind, wurde das Kabinett automatisch regierungsunfähig. Es hat seine Legitimität verloren.“.
Parallel dazu schrieb der libanesische Präsident Émile Lahoud an Kofi Annan einen Brief, in dem er betonte, dass die Kabinettsentscheidung wegen des Verstoßes gegen Paragraph 52 der libanesischen Verfassung „ungültig, null und nicht-existent“ sei.
Der UN-Generalsekretär schlug trotzdem dem Sicherheitsrat der Vereinten Nationen vor, den Entwurf der Statuten zu bestätigen und nur einige Stunden, nachdem am 21. November 2006 in Beirut der libanesische Industrieminister Pierre Gemayel junior bei einem Attentat im Beiruter Stadtteil Dscheideh erschossen worden war, stimmte der Sicherheitsrat dem Entwurf zu. Am 30. Mai 2007 verabschiedete der Sicherheitsrat mit 10 Stimmen die Resolution 1757 (2007), mit der die Errichtung des Tribunals unter Kapitel VII der Charta der Vereinten Nationen erfolgen sollte, falls Libanon nicht bis zum 10. Juni das Sondergericht selbst konstituiert.
Am 1. März 2009 wurde das Sondertribunal für den Libanon gegründet.
Am 30. Juni 2011 veröffentlichte das UNO-Tribunal die Anklageschrift. Es wurden Haftbefehle für vier Mitglieder der Hisbollah, darunter auch Mustafa Badreddin, ein Schwager von Imad Mughniyya, ausgestellt.
Am 18. August 2020 wurde der flüchtige Libanese Salim Dschamil Ajjash schuldig gesprochen. Das Strafmaß wird noch festgelegt. Drei weitere Angeklagte wurden freigesprochen.

## Nachwirkung
Zwei Wochen nach der Ermordung, am 28. Februar, reichte Premierminister Omar Karami während einer stürmisch verlaufenden Parlamentsdebatte den Rücktritt seiner Regierung ein. Beobachter führten die plötzliche Entscheidung auf den emotionalen Auftritt der Schwester des ermordeten Ex-Premiers, der Abgeordneten Bahiyya Hariri, und den zunehmenden ausländischen Druck (besonders aus den USA und Frankreich) zurück. Ganz entscheidend dürften aber auch die zeitgleich auf dem Platz der Märtyrer in Hörweite des Parlaments stattfindenden Massenproteste beigetragen haben.
Wohl auch im Zusammenhang mit der Ermordung von Hariri starb am 12. Oktober 2005 Syriens Innenminister Ghazi Kanaan. Von Seiten der syrischen Regierung wurde erklärt, er habe Selbstmord begangen. Kurz vor seinem Tod hatte er ein Radiointerview gegeben, in dem er erklärte, dies werde voraussichtlich die letzte Erklärung sein, die er abgeben werde.
Die Proteste im Libanon setzten sich als so genannte Zedernrevolution fort. Bis zu 1,5 Millionen Menschen demonstrierten friedlich gegen die syrische Besetzung des Landes und zwangen Syrien damit schließlich zu Zugeständnissen und vor allem zum späteren Abzug seiner Truppen aus dem Libanon.